# Isabella Colonna
Isabella Colonna (Fondi, 1513 – Napoli, 11 aprile 1570) è stata una nobile italiana.

## Biografia
È stata l'unica figlia di Vespasiano Colonna, e nipote di Prospero, duca di Traetto (attuale Minturno) e conte di Fondi, e di Beatrice Appiano, ma crebbe con la matrigna Giulia Gonzaga, seconda moglie di Vespasiano.
Sposò nel 1531 Luigi Gonzaga "Rodomonte", capitano imperiale di Carlo V, dal quale ebbe un figlio Vespasiano I Gonzaga, futuro Duca di Sabbioneta.
Rimasta vedova nel 1532, dopo un anno dalla nascita del figlio, si trasferì presso i parenti del marito a Sabbioneta. A causa di incomprensioni avute in famiglia riguardanti l'educazione da dare al figlio, si trasferì a Rivarolo e nel 1534 ritornò nelle proprie terre. Ludovico, il suocero, si oppose a questa decisione e, dopo che Isabella a Castel Capuano nel 1535 sposò Filippo di Lannoy, 2º principe di Sulmona, ottenne una deliberazione imperiale che affidava il nipote alle cure della zia Giulia Gonzaga.
Isabella Colonna morì a Napoli nel 1570.

## Discendenza
Isabella e Luigi Gonzaga ebbero un figlio:
- Vespasiano (1531 – 1591), 1º duca di Sabbioneta, conte di Fondi.

Isabella e Filippo di Lannoy ebbero cinque figli:
- Maria, monaca nel monastero di Santa Maria Donna Regina a Napoli;
- Carlo (1537 – 30 marzo 1568[1]), 3º principe di Sulmona e 2º conte di Venafro; abdicò nel 1559 a favore del fratello; sposò Costanza del Carretto Doria dei Principi di Melfi (1543 - 24 ottobre 1591) e non ebbe figli;
- Beatrice, sposa prima Alfonso de Guevara 5º conte di Potenza, poi il 2 ottobre 1571[2] Alberto Acquaviva d’Aragona 12º duca d’Atri (1545 - 3 ottobre 1597);
- Orazio (? – 1597), 4º principe di Sulmona e 3º conte di Venafro;
- Vittoria, sposa Giulio Antonio Acquaviva d’Aragona, 1º principe di Caserta e 2º marchese di Bellante (1549 - 23 dicembre 1594).

## Ascendenza
|                    |                   |                                 | Genitori                       |  |  | Nonni            |  |  | Bisnonni        |  |
|                    |                   |                                 |                                |  |  | Prospero Colonna |  |  | Antonio Colonna |  |
|                    |                   |                                 |                                |  |  | Prospero Colonna |  |  | Antonio Colonna |  |
|                    |                   | Antonella Cantelmi              |                                |  |  | Prospero Colonna |  |  |                 |  |
| Vespasiano Colonna |                   |                                 |                                |  |  | Prospero Colonna |  |  |                 |  |
|                    |                   | Covella di Sanseverino          | …                              |  |  |                  |  |  |                 |  |
|                    |                   | Covella di Sanseverino          | …                              |  |  |                  |  |  |                 |  |
|                    |                   | Covella di Sanseverino          | …                              |  |  |                  |  |  |                 |  |
| Isabella Colonna   |                   | Covella di Sanseverino          |                                |  |  |                  |  |  |                 |  |
|                    | Jacopo IV Appiani | Jacopo III Appiano              |                                |  |  |                  |  |  |                 |  |
|                    | Jacopo IV Appiani | Jacopo III Appiano              |                                |  |  |                  |  |  |                 |  |
|                    | Jacopo IV Appiani | Battistina Fregoso              |                                |  |  |                  |  |  |                 |  |
| Beatrice Appiano   | Jacopo IV Appiani |                                 |                                |  |  |                  |  |  |                 |  |
|                    |                   | Vittoria Todeschini Piccolomini | Antonio Todeschini Piccolomini |  |  |                  |  |  |                 |  |
|                    |                   | Vittoria Todeschini Piccolomini | Antonio Todeschini Piccolomini |  |  |                  |  |  |                 |  |
|                    |                   | Vittoria Todeschini Piccolomini | Maria d'Aragona                |  |  |                  |  |  |                 |  |
|                    |                   | Vittoria Todeschini Piccolomini |                                |  |  |                  |  |  |                 |  |